# Barranco del Alamín
El barranco del Alamín es un barranco natural situado en la parte norte de la ciudad de Guadalajara, en España. Fue utilizado como barrera defensiva de la ciudad desde sus orígenes junto con el barranco de San Antonio y el río Henares.
Se levantaron en su orilla izquierda las murallas de origen andalusí, siendo después reformadas por los cristianos después de la conquista de la ciudad. El barranco flanqueaba todo el barrio musulmán y parte del judío, desde el álcazar Real hasta la puerta de Bejanque, pasando por la del torreón del Alamín y el puente de las Infantas, edificado en los años de reinado de Sancho IV y llamado así por sus hijas, señoras de Guadalajara. Con la llegada de los siglos XIX y XX la figura de las murallas pierde su valor estratégico defensivo y se van derribando poco a poco dando paso al ensanche de la ciudad. 
En el año 2006, se construyó en su valle el parque lineal del barranco del Alamín, con pistas deportivas y jardines de especies autóctonas de la zona, habiendo recientemente rescatado del olvido y en trámites de restauración varios lienzos de la antigua muralla que discurría por su orilla.
- Datos: Q5719997